# Jan l'Admiral
Jan l'Admiral, également connu sous le nom Joannes l'Admiral ou Johannes l'Admiral, né vers le 14 janvier 1699 à Amsterdam où il est mort vers le 5 juin 1773 , est un dessinateur, graveur et miniaturiste néerlandais.
Il a été actif entre 1714 et 1773 dans les villes de Londres, Paris, Leyde puis Amsterdam (de 1736 à sa mort).

## Biographie
Il est le frère de Jacob l'Admiral (1700-1770).
Il fut l'élève de Jacob Christoph Le Blon, qui lui enseigna l'impression en couleurs. Jan l'Admiral ramena la technique de Le Blon aux Pays-Bas et entre 1736 et 1741, il réalisa six gravures anatomiques qui se révélèrent imprimées avec beaucoup plus de précision que celles de son maître. Elles lui permirent de toucher une bourse de la part d'organismes de recherche médicale, ce qui fit avancer l'impression couleur lors des deux décennies suivantes de manières très importante.

## Œuvre

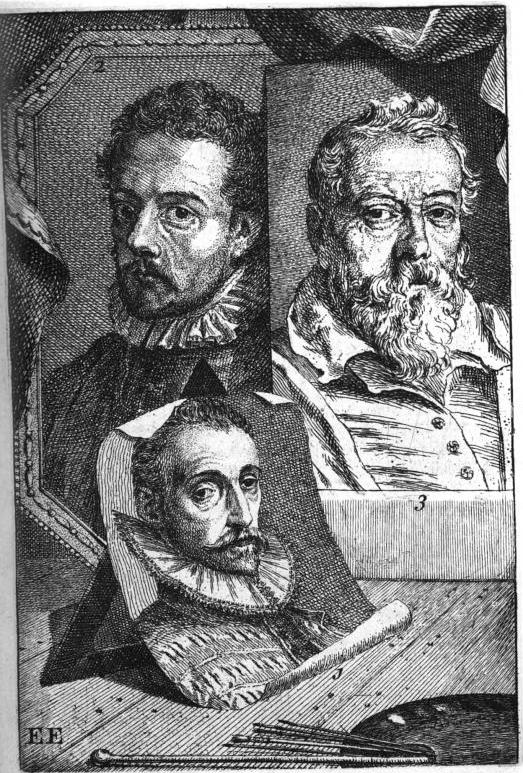
Portraits de Joris Hoefnagel, Hieronymus Francken I et Frans I Francken, p. 341.

Il est surtout connu pour les gravures miniaturistes qu'il a réalisées pour le Schilder-boeck du peintre et écrivain flamand Carel van Mander, publié en 1764,.
En 1738, L'Admiral réalise plusieurs gravures pour le milieu médical. L'une des estampes de L'Admiral en 1738 est une vue de la surface concave de la dure-mère. La chalcographie du British Museum dispose de différentes épreuves des plaques jaune et bleue (et il y en a eu une troisième, rouge). Elles montrent la grande délicatesse avec laquelle le graveur obtient ces mezzotinte de trois couleurs. Le texte explique qu'il a été préparé comme un spécimen par le Dr Frédéric Ruysch. Une autre estampe plus surprenante encore nous en apprend plus sur cette personne et ses méthodes spéciales avec les spécimens anatomiques : il s'agit de l'effigie d'un pénis disséqué avec en trompe-l'œil des punaises pour retenir la peau. L'image, qui représente le drainage du pénis de son sang puis son remplacement par de la cire, est riche en détails sanglants ; L'Admiral y imprime un rouge brillant représentant la cire rouge de façon très réaliste au moyen de profondes rainures gravées dans sa plaque rouge, la dernière des trois à imprimer. Cette façon d'imprimer est d'une grande difficulté technique : l'imprimeur doit jauger à l’œil le bon équilibre entre le jaune, le bleu et le rouge tout en les séparant sur des plaques différentes. Les surimpressions devaient par la suite être parfaites : le support devait passer trois fois dans la presse, une pour chaque couleur. Pour que les trois images soient parfaitement superposées, L'Admiral disposait des trous d'épingle dans l'angle de l'image, et il fallait minutieusement les aligner et s'assurer quelle ne bougeassent pas : le moindre millimètre pouvait être catastrophique pour le rendu, le format de l'image étant assez petit.